# Illadopsis
A Illadopsis  a madarak osztályának verébalakúak (Passeriformes) rendjébe és a Pellorneidae családjába tartozó nem.

## Rendszerezésük
A nemet Ferdinand Heine írta le 1860-ban, az alábbi 7 vagy 8 faj tartozik ide:
- Illadopsis fulvescens
- Illadopsis rufipennis
- Illadopsis pyrrhoptera
- Illadopsis cleaveri
- Illadopsis albipectus
- Illadopsis turdina[1] vagy Ptyrticus turdinus[2]
- Illadopsis puveli
- Illadopsis rufescens

## Előfordulásuk
Afrika szubtrópusi vagy trópusi területein honosak.

## Megjelenésük
Testhosszuk 13-18 centiméter közötti.